# Zuglio
Zuglio é uma comuna italiana da região do Friuli-Venezia Giulia, província de Udine, com cerca de 641 habitantes. Estende-se por uma área de 8,31 km², tendo uma densidade populacional de 80 hab/km². Faz fronteira com Arta Terme, Lauco, Sutrio, Tolmezzo.

## Demografia
| Variação demográfica do município entre 1861 e 2011                               |
|                                                                                   |
| Fonte: Istituto Nazionale di Statistica (ISTAT) - Elaboração gráfica da Wikipedia |